# Why America Will Win
Why America Will Win è un film muto del 1918 diretto da Richard Stanton. È conosciuto anche con il titolo The Land of the Free. Ricostruisce la vita del generale John J. Pershing sin dalla sua infanzia.

## Trama
Fin da bambino, John J. Pershing nutre un profondo amore per il suo paese, alimentato dalla lealtà all'Unione mostrata da suo padre all'epoca della guerra civile. Dopo aver passato l'infanzia in Missouri, John si laurea a West Point andando poi a combattere contro gli apache. Partecipa, insieme al colonnello Theodore Roosevelt, alla battaglia di San Juan Hill, combattuta a Cuba nel corso della guerra ispano-americana del 1898. Nelle Filippine, Pershing sottomette la popolazione Moro. Viene poi nominato generale di brigata da Roosevelt, diventato presidente degli Stati Uniti. Posto a capo del presidio di San Francisco, perde tutta la famiglia, tranne il figlio maschio, in un incendio. In seguito, è mandato al confine con il Messico. Dopo aver dimostrato le sue qualità di capo militare, con l'ingresso degli Stati Uniti nella prima guerra mondiale, viene nominato comandante dell'American Expeditionary Forces, le forze di spedizione statunitensi in Francia.

## Produzione
Il film fu prodotto dalla Fox Film Corporation.

## Distribuzione
La sceneggiatura acclusa nella documentazione per il copyright portava il titolo di Old Missouri. Il film fu registrato con il numero di Copyright LP12853 l'8 settembre 1918 da William Fox. Nello stesso giorno, distribuito dalla Fox Film Corporation, il film sembra essere uscito nelle sale cinematografiche statunitensi, pur se non tutte le testate giornalistiche concordano sul giorno della prima distribuzione: alcuni giornali citano anche il 1º e il 13 ottobre, o, anche, il 29 settembre.